# Малая Тамала
Малая Тамала — река в России, протекает по территории Тамалинского района Пензенской области и Ртищевского района Саратовской области. Устье реки находится в 21 км по правому берегу реки Тамала. Длина реки — 14 км, площадь водосборного бассейна — 82 км².

## Данные водного реестра
По данным государственного водного реестра России относится к Донскому бассейновому округу, водохозяйственный участок реки — Хопёр от истока до впадения реки Ворона, речной подбассейн реки — Хопер. Речной бассейн реки — Дон (российская часть бассейна).